# 기스 하워드
기스 하워드(Geese Howard)는 SNK가 제작한 게임인 아랑전설의 등장인물이다. 하워드 커넥션의 총수이다.
SNK의 최초의 격투게임인 아랑전설에 보스로 출현했기 때문에 사실상 SNK 격투게임에서 최초의 보스캐릭터이기도 하다. 아랑전설, 아랑전설 스페셜, 아랑전설 3, 리얼바웃 아랑전설, 리얼바웃 아랑전설 스페셜, 리얼바웃 아랑전설 2, 용호의 권 2, 더 킹 오브 파이터즈 96, 더 킹 오브 파이터즈 98UM, 더 킹 오브 파이터즈 2002 언리미티드 매치등 SNK의 격투게임에서 수차례 등장하였다.
기스 하워드는 아랑전설에서 사우스타운의 지배자로 등장하며, 강력한 힘을 얻을 수 있는 비보서를 얻기 위해 자신의 동문인 제프 보가드를 죽이게 되고. 이때 아랑전설의 주인공이자 제프 보가드의 양아들인 테리 보가드와 앤디 보가드 그리고 친구인 조 히가시가 기스 하워드에게 복수를 다짐하게 된다.
기스 하워드는 사우스타운의 지배자로서 무기밀매업과 사채업을 하고 있었다. 이 때 기스 하워드는 사채빚을 받기 위해 철공소(현 하워드 커넥션 산하 공장)를 찾아갔는데 철공소에서 싸우고 있던 말단직원을 발견한다. 기스 하워드는 사채를 포기하는 대신 그 직원을 자신의 부하로 데려갔는데 그가 빌리 칸이었다. 기스 하워드는 빌리 칸의 집을 마련해주고, 여동생인 릴리 칸의 심장병 치료비와 학비까지 지원해준다. 생명이 위독했던 릴리 칸은 이 덕에 목숨을 구할 수 있었다. 이 모습에 감동을 받은 빌리 칸은 부하가 되어 기스 하워드를 위해 충성을 다한다.
기스 하워드는 사우스 타운에서 자신의 힘을 과시하기 위하여 킹오브 파이터즈라는 대회를 여는데, 이 대회에서 테리 보가드의 출전으로 결승까지 진출해 기스 하워드의 심복인 빌리 칸까지 무찌르게 된다. 테리 보가드의 정체를 안 기스 하워드는 테리 보가드와 대결을 하게 되고, 결국, 기스 하워드의 패배로 기스 하워드는 기스 타워에서 추락하게 되어 사망하게 된다. 아랑전설 스폐셜은 스토리가 없기 때문에 다시 등장 하게 되지만, 스토리상으로 부활하는 경우는 나중에 빌리 칸을 이용해 볼프강 크라우저가 가지고 있던 마지막 3번째 비전서를 빼앗아 회복하여 아랑전설 3에서 재출현하는 설정을 갖고 있다. 회복된 기스는 사우스 타운을 점령하고 테리와 대결을 펼치지만 그 대결은 패배로 끝나게 된다. 그리고 기스는 리얼바웃 아랑전설에서 다시 킹 오브 파이터즈라는 대회를 열게 되지만, 또 다시 기스 타워에서 추락해 자신의 아들인 락 하워드를 남긴 채 최종적으로 사망하게 된다. 리얼바웃 아랑전설 스페셜의 비보서의 환상으로 악몽에서 대결을 펼치는데 그것을 나이트메어 기스라고 한다. 리얼바웃 아랑전설 2에서도 등장하나, 비보서의 환상으로 밝혀진다.
기스 하워드는 자신의 빌딩 옥상에서 싸우는데 패배할 때마다 옥상에서 추락한다. 아랑전설 1에서도 테리 보가드한테 져서 옥상에서 추락하더니 리얼바웃에서도 또 져서 옥상에서 추락했다.

## 설정
기스 하워드는 미국인이지만 일본을 좋아하는 설정을 갖고 있다, 자포네스크 성향을 갖고 있는 캐릭터. 자신의 건물인 기스 타워에서 일본 미술품이 있고 기스 하워드 자신이 도복을 입는 모습을 볼 수 있다. 도복은 특이하게 유도복 상의에 검도복 하의이다. 이 영향은 20년 전 일본으로 도피한 기스가 수련을 통해 강해지면서 일본 문화를 접한 것으로 보인다. 특이한점은 기스 타워에 일본미술품과 함께 성조기를 꽂는 것을 볼 수 있다.
또한 기스 하워드는 볼프강 크라우저의 형이며 루돌프 크라우저의 장남이긴 하지만 볼프강 크라우저가 적자이고 기스 하워드가 서자인 관계로 루돌프 크라우저는 그 유지를 볼프강 크라우저에게 물려주고 기스 하워드를 내쫓았다. 기스 하워드의 하워드라는 성씨는 당연히 어머니의 성을 이어받은 것이다. 즉 기스 하워드는 독일계 미국인으로서 일본을 광적으로 좋아하는 설정이 있다. 어렸을 때 기스 하워드는 루돌프 크라우저에게 복수를 다짐하지만 복수에 실패하게 된다.
루돌프 크라우저의 사생아인 기스 하워드는 마찬가지로 그 아들인 록 하워드가 사생아이다. 아이러니한 점은 록 하워드는 기스하워드에게 버림받았으며 그 상태의 록 하워드를 테리 보가드가 주워다 키웠다는 점이다. 테리 보가드가 록 하워드를 기르는 이유는 죽은 기스 하워드에게 속죄 하는 마음. 그리고 록 하워드는 테리를 존경하게 된다.

### 용호의 권 2에서 기스 하워드
용호의 권이 아랑전설의 20년 전 배경으로 되어 있어서, 컴퓨터 대전을 무패로 클리어하면 양복 차림을 한 젊은 시절의 기스 하워드를 볼 수 있다. 이 당시 배경에도 기스  하워드가 사우스 타운의 지배자로 설정되어 있는데, 기스 하워드가 료 사카지키에게 패배하자 기스 하워드는 일본으로 도피해 20년간 수련하게 된다.용호의 권 2 기스 하워드를 모티브로 삼아 킹오브 파이터즈 네오 웨이브에서는 최종 보스로 등장하게 된다.

### 킹오브 파이터즈 네오 웨이브에서 기스 하워드
용호의 권2에 등장하는 젊은 기스를 모티브로 하고 있으나. 잡기 기술 레이징 스톰이 추가 되고, 전신 무적의 데들리 레이브를 갖춘다. 특히 열풍권은 루갈의 다크 베리어 판정을 무시할 정도다. 패스워드 머신을 사용하면 플레이어가 아케이드판에서 셀럭트 가능하다.

### 나이트메어 기스
나이트메어 기스는 비보서의 환상으로 테리 보가드에 악몽에 존재하는 기스 하워드다, 리얼바웃 아랑전설 스페셜에서 컴퓨터대전을 할 때 높은 랭크와 무패로 클리어하면 마지막 스테이지에 등장하게 된다, 콘솔 모드에서 기스 하워드를 셀럭트에 고를 수 있는데. 나이트메어 기스의 성능은 엄청나게 높다고 한다. SNK 플레이모어에서 제작된 더 킹 오브 파이터즈 2002 언리미티드 매치에서도 등장한다. 최종 보스급 이상 성능을 가지고 있으며, 무한 콤보를 사용할 수 있다.

### 더 킹 오브 파이터즈에 등장하는 기스 하워드
더 킹 오브 파이터즈 95에도 SNK 격투게임 팬들이 기스 하워드가 출전하기 원했는데. 이로 인해 더 킹 오브 파이터즈 96 기스 하워드가 등장한다. 아랑전설 3의 기스 하워드를 모티브로 삼았으나, 그러나 기스 하워드가 리얼 바웃 아랑전설에서 사망하면서, 킹 오브 파이터즈 스토리와의 연관이 혼란스럽게 된다. 기스 하워드는 더 킹 오브 파이터즈2000에서 테리 보가드의 어나더 스트라이커로 등장한다. 더 킹 오브 파이터즈 2002 플스판에서 빌리를 스타트 버튼을 누르면 숨겨진 캐릭터로 등장하게 되며, 서비스 격의 게임인 더 킹 오브 파이터즈 98UM, 더 킹 오브 파이터즈 2002 언리미티드 매치에서도 등장한다. 더 킹 오브 파이터즈 98UM에서는 좋은 성능으로 등장하며, 스타트 버튼을 누르면 리얼바웃 아랑전설 스타일의 기스를 선택할 수 있다. 둘 다 장 단점이 차이가 있기 때문에 확인 하면서 선택하는게 좋다. 더 킹 오브 파이터즈 2002 언리미티드 매치에서 노멀 기스 나이트메어 기스로 나뉘어서 등장 하는데 나이트메어 기스는 성능이 다른 보스보다 높은 편이다. 플레이어 캐릭터는 밸런스 상 데미지를 줄였지만 콤보가 높고 플레이가 가능하기 때문에 강한 캐릭터로 분류 된다.

### 루갈 번스타인과의 관계
루갈 번스타인이 기스 하워드의 주요 기술인 열풍권을 사용하는 이유는, SNK측의 설명에 따르자면 기스와 크라우저의 이복형제라는 이야기를 덧붙었다. 그러나 이 스토리 설정이 워낙 설득력이 없는지라, 훗날 정식 스토리에서 제외했다. 그래도 잠깐 뺐을뿐, KOF98UM, KOF2002UM의 와 같은 드림매치 게임류의 재 등장으로 이 설정을 부활시키려고 하고있다.

### 캡콤 대 SNK 시리즈에 등장하는 기스 하워드
캡콤 VS SNK에서도 기스 하워드는 괜찮은 성능을 발휘하고 류&켄 플레이시 등장한다.
캡콤 VS SNK 2에서는 연속기 및 압박 플레이에 능하지만 앉은 키가 너무 커서 수비에 불리한 편. SNK VS 캡콤 카오스에서 1차 보스로 등장하며 커맨드를 입력하면 선택이 가능하다. SNK VS 캡콤 카오스에서도 SNK측 캐릭터의 가장 높은 성능으로 유명하지만 캡콤측의 제로라는 캐릭터에게 조금 불리하다는 단점을 보인다. 그러나 제로에게 근접으로 승부 건다면 조금 이라도 이길 가능성은 있다.

### 철권 7에 등장하는 기스 하워드
철권7 시즌패스에 등장하며고우키 이후 2번째로 등장한 외부게임의 캐릭터. 게다가 고우키처럼 첫등장부터 사실상 사기에 가까운 성능을 가지고등장하였으나, 이후 너프를 통해 성능조정이 있었으나, 아직까지 절명,유사절명콤과 여러 기술로 이지선다 콤보를 걸수있어 강력한성능을 자랑한다.

### 기스의 아들 록 하워드
기스의 아들 록 하워드는 기스 하워드가 사망하자, 테리 보가드가 보살피게 된다. 기스의 아들이면서 테리가 양육한 탓에 테리와 기스의 필살기를 같이 구사할 수 있는데 기스에게서는 열풍권과 레이징스톰을, 테리에게서는 라이징 태클과 크랙 슛을 물려받았다. 아랑전설 마크 오브 더 울브즈(이하 MOTW)에 등장하게 되며, 록 하워드의 삼촌인 카인 R. 하인이 어머니를 찾겠다고 테리에게 이야기를 남기며 록 하워드와 함께 강제로 파트너를 맺는다. 그러나 이 스토리 설정의 뒷 이야기는 MOTW의 후속작이 안나오자, 스토리 진행이 베일에 쌓였다. MOTW에서 레이징스톰으로 상대를 쓰러트리면 승리포즈로 손을 움켜잡으며 괴로워하는 모습을 보이며 승리대사와 점수가 계산되는 화면의 일러스트도 통상의 일러스트와 다른 것으로 바뀐다.

## 기스 하워드의 부하
- 빌리 칸 - 기스의 충실한 부하이다. 더 킹 오브 파이터즈 95에서 출현했지만 인기 투표로 다시 더 킹 오브 파이터즈 97부터 재 등장하게 된다.
- 라이덴, 빅베어-기스의 부하이며 가면의 프로레슬러이다. 그의 주특기는 입에서 뿜어나오는 독무. 초기 더 킹 오브 파이터즈 94에서 유리 사카자키 대신에 넣으려고 했으나 무산되었으며 결국 더 킹 오브 파이터즈 써틴에 처음 등장하였음.
- 리퍼
- 호퍼

## 기술
- 열풍권 - 초대 아랑전설부터 등장한 기스의 최초의 기술, 테리 보가드의 '파워웨이브'와 함께 밑으로 기는 장풍을 선보였다.
- 더블 열풍권 - 아랑전설 스페셜에서 처음 등장한 강주먹의 열풍권. 1타째로 장풍을 상쇄시킬 수 있다.
- 질풍권 - 아랑전설 스페셜에 처음 등장한 기술, 대각선으로 장풍을 날릴 수 있다. 테리보가드에게 패배 후 고층빌딩에서 추락할 때 이 필살기를 맨땅에 시전하여 기스하워드는 중상을 입고 차에 타서 살아 돌아온 루머가 있었으나 후에 정식 설정으로 채용됐다.
- 더블 질풍권 - 나이트메어 기스의 기술로 한 번에 두 발의 질풍권이 나가며, 공중에서 2번 사용가능한 이 기술로 인해 나이트메어 기스의 성능을 높게 만드는 요인이 된다.
- 진공 던지기 - 기스의 잡기 기술
- 호살장 - 기스의 잡기 기술
- 뇌명호파 던지기 - 기스의 잡기 기술
- 상단 막고 던지기 - 기스의 반격기 스트리트 파이터2가 나오기 이전에 베가에게 이와 같은 기술을 만들려다 기판에 한계 때문에 구현에 실패했는데 아랑전설의 기스 하워드에게 전해 진것으로 밝혀진다.
- 하단 막고 던지기 - 기스의 반격기
- 뇌광돌려차기 - 기스가 콤보를 사용할 때 주요 기술, 그러나 더 킹 오브 파이터즈 98UM에서는 뇌광돌려차기에 콤보가 들어가지 않는다.
- 레이징 스톰 - 기스 하워드가 일본에서 수련할 때 레이징 스톰의 힘을 조절하는데 10년이 걸렸다고 한다.
- 사영권 - 앤디 보가드의 참영권을 표방한 기술. 팔꿈치로 돌격하여 공격한다.
- 썬더 브레이크 - 리얼바웃 아랑전설에서 처음 등장, 커맨드가 쉽고 라인공격이라는 장점이 있으나 발동이 느린편이라는 단점이 있다. 하지만 발동을 빠르게 해서 더 킹 오브 파이터즈 2002 언리미티드 매치에 노멀 기스의 MAX2 초필살기 기술로 등장한다.
- 데들리 레이브 - 수동적 연타로 사용하는 초필살기다, 그러나 더 킹 오브 파이터즈 98UM에서는 간편한 커맨드로 등장한다.
- 나생문 - 기스의 근접 잡기 초 필살기. 리얼바웃 아랑전설2에 처음 등장한다.
- 레이징 데드엔드 - 허공 열풍참을 쓰기 전에 사용하는 기술이다. 와일드 앰비션에 처음 등장하고 더 킹 오브 파이터즈 2002 언리미티드 매치에서 나이트 메어 기스의 MAX2 초필살기 기술
- 허공 열풍참 - 레이징 데드엔드를 시전한 이후 사용하는 기술이다. 열풍권을 어려번 사용하는 기술.
- 태풍권 - 기스 하워드의 초필살기

## 출연 작품
- 1998년 《리얼바웃 아랑전설 2》(Real Bout Fatal Fury 2 - The Newcomers)
- 1998년 《아랑전설 와일드 앰비션》(Fatal Fury Wild Ambition)
- 1996년 《리얼바웃 아랑전설 스페셜》(Real Bout Fatal Fury Special)
- 1996년 《더 킹 오브 파이터즈 96》(The King Of Fighters 96) - 보스팀으로 출현.
- 1995년 《리얼바웃 아랑전설》(Real Bout Fatal Fury)
- 1995년 《아랑전설 3》(Fatal Fury 3 - Road To The Final Victory)
- 1994년 《용호의 권 2》(Art Of Fighting 2)
- 1993년 《아랑전설 스페셜》(Fatal Fury Special)
- 1992년 《아랑전설 2》(Fatal Fury 2)
- 1991년 《아랑전설 - 숙명의 싸움》(Fatal Fury - King Of Fighters)